# Carnivàle
Carnivàle, är en amerikansk TV-serie som sändes 2003-2005. Den skapades av Daniel Knauf åt kabelkanalen HBO. Serien kretsar kring Ben Hawkins som följer med på en kringresande cirkus under amerikanska depressionen och hans motpol Brother Justin som leder en församling med sin syster. De har båda övernaturliga krafter och går sakta mot en slutgiltig uppgörelse som kommer att förändra världen. Serien avbröts efter två säsonger på grund av dåliga tittarsiffror och höga produktionskostnader.